# Nelson Évora
Nelson Évora (né le 20 avril 1984 à Abidjan, en Côte d'Ivoire) est un athlète portugais d'origine capverdienne, spécialiste du saut en longueur et du triple saut. Il mesure 1,81 m pour 62 kg et son club est le Sporting de Clube Portugal. Il est champion olympique aux Jeux olympiques d'été de 2008.

## Carrière

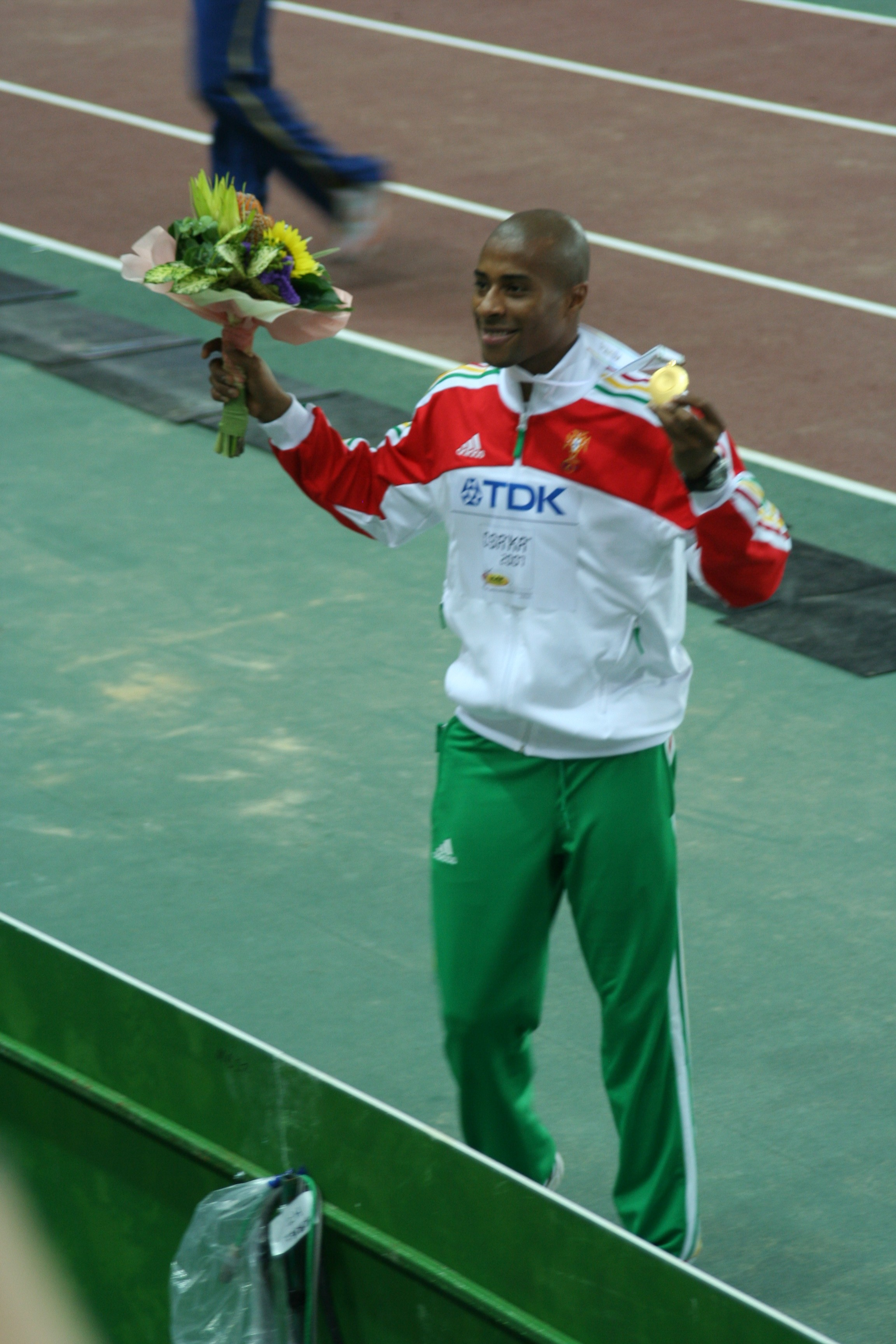
Nelson Evora lors des Championnats du monde 2007 à Osaka, en compagnie de sa médaille d'or.

Né en Côte d'Ivoire de parents Cap-verdiens, Nelson Évora émigre avec sa famille au Portugal à l'âge de cinq ans. Il est toujours le détenteur des records nationaux du Cap-Vert au saut en longueur (7,57 m) et au triple saut (16,15 m). Il obtient officiellement la nationalité portugaise en juin 2002. Il se révèle durant la saison 2006 en remportant la médaille d'or du saut en longueur lors des Championnats d'Europe junior de Tampere avec 7,83 m.
En 2007, lors des Championnats du monde d'Osaka, il crée la surprise en remportant la médaille d'or du triple saut avec 17,74 m, nouveau record national du Portugal. Troisième des Mondiaux en salle en début de saison 2008, il devient, le 21 août, champion olympique du triple-saut aux Jeux olympiques de Pékin, établissant avec la marque de 17,67 m la meilleure performance mondiale de l'année. Il devance finalement le Britannique Phillips Idowu et le Bahaméen Leevan Sands. Au mois de septembre 2008, Nelson Évora remporte la finale mondiale de l'IAAF de Stuttgart.
En 2009, lors des Championnats du monde de Berlin, le Portugais ne parvient pas à conserver sa couronne mondiale. Il se classe deuxième de la finale du triple saut avec 17,55 m, terminant à près de vingt centimètres de Phillips Idowu. À la suite de ces championnats, il est victime de plusieurs blessures et saute seulement une fois en 2010.
Lors de la saison d'hiver 2011, il recommence à sauter mais se blesse à nouveau, cette fois-ci au pied, une semaine avant les championnats d'Europe en salle. Lors des championnats d'Europe par équipes à Stockholm les 18 et 19 juin, il ne termine que 6e dans un concours très venteux. Ensuite, il remporte le titre du triple saut lors des Universiades d'été à Shenzhen, en 17,31 m (sans vent). Lors des championnats du monde, il termine 5e en 17,35 m (sans vent).
Une nouvelle blessure au tibia droit lors de l'entraînement en janvier 2012 le contraint à déclarer forfait pour les Jeux olympiques d'été de 2012 se tenant à Londres.
De retour à la compétition en 2014, il se classe 6e des championnats d'Europede Zurich avec 16,78 m. En 2015, il bondit à 17,19 m et se classe premier des bilans européens. Il confirme ce statut lors des championnats d'Europe en salle où il remporte son premier titre européen avec successivement des bonds à 17,15 et 17,21 m. Il devance l'Espagnol Pablo Torrijos, deuxième avec un record national en 17,04 m et le Roumain Marian Oprea, troisième avec 16,91 m.

Lors des Championnats du monde de Pékin, il réalise 17,28 m à son premier essai (SB) prenant la tête du concours, puis 17,29 m le plaçant troisième (Pedro Pablo Pichardo et Christian Taylor passant devant). À son dernier essai, il est en quatrième position, l'Américain Omar Craddock sautant 17,37 m à son cinquième essai. Mais Evora réalise un grand saut et retombe à 17,52 m, son meilleur saut depuis 2009, le propulsant en médaillé de bronze. Il est devancé par l'Américain Christian Taylor (18,21 m, deuxième meilleure performance mondiale de tous les temps) et par le Cubain Pedro Pablo Pichardo (17,73 m).

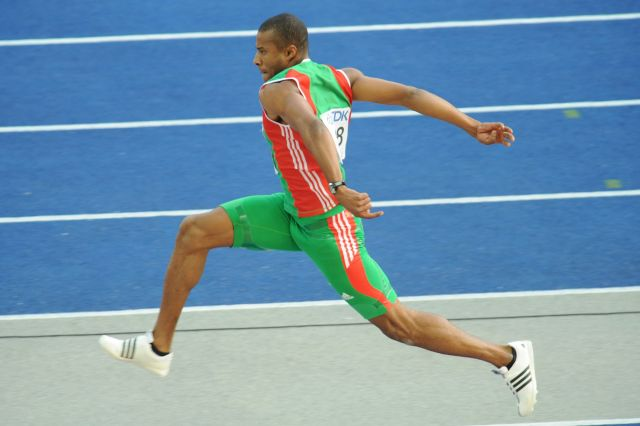
Nelson Evora lors des mondiaux 2009

Le 6 février 2016, Nelson Évora saute 16,65 m lors du meeting de Karlsruhe et se classe troisième du concours. Il remporte ensuite le 6 mars les Championnats du Portugal avec 16,71 m. Le 19 mars 2016, Évora échoue au pied du podium lors des championnats du monde en salle de Portland avec un saut à 16,89 m.
Le 5 mars 2017, il conserve son titre européen en salle à Belgrade, en réalisant 17,20 m. Le 10 août 2017, Nelson Évora décroche une nouvelle médaille de bronze à l'occasion des Championnats du monde de Londres avec un saut à 17,19 m. Il s'agit pour le Portugais de sa quatrième médaille planétaire, dont sa deuxième consécutive. Il est devancé sur le podium par les Américains Christian Taylor (17,68 m) et Will Claye (17,63 m).
Le 8 février 2018, Nelson Evora termine 2e du meeting de Madrid avec un saut à 17,30 m, le second meilleur saut de sa carrière en salle, à seulement 3 centimètres de son record réalisé en 2008. Il est battu par le Brésilien Almir Cunha dos Santos (17,35 m, WL). La semaine suivante, il termine 2e de l'ultime étape du circuit mondial en salle de l'IAAF à Toruń avec 16,89 m, derrière Cristian Nápoles (16,90 m), mais profite de l'absence de Dos Santos pour remporter le circuit et sécuriser sa place aux championnats du monde en salle.
Le 3 mars, en finale des championnats du monde en salle, Nelson Évora réalise ce qui est, à 34 ans, le plus beau concours en salle de sa carrière. Au premier essai, il saute 17,14 m. A sa troisième tentative, le Portugais rebondit à 17,40 m et bat de sept centimètres son vieux record personnel et record du Portugal en salle datant de 2008, ce qui lui permet de prendre la tête du concours. Il sera ensuite devancé par l'Américain Will Claye (17,43 m) mais réalise tout de même un autre saut à 17,25 m. À la cinquième tentative, le Brésilien Almir dos Santos réalise 17,41 m et prend la seconde place provisoire. Evora mord puis termine par 16,71 m. Les performances restant inchangées, le Portugais remporte la médaille de bronze avec 17,40 m, derrière Will Claye (17,43 m) et Almir dos Santos (17,41 m).
Le 12 août 2018, lors des championnats d'Europe de Berlin, Nelson Evora remporte la finale du triple saut avec un saut à 17,10 m, sa meilleure performance de la saison. Partiellement blessé durant toute la saison, le Portugais remporte à 34 ans son premier titre européen en plein air, et devance sur le podium l'Azerbaïdjanais Alexis Copello (16,93 m) et le Grec Dimítrios Tsiámis (16,78 m).
Le 3 mars 2019, il décroche une nouvelle médaille aux championnats d'Europe en salle de Glasgow, en argent cette fois, avec un saut à 17,10 m, ce qui constitue sa meilleure performance hivernale. Il est battu par l'Azéri Nazim Babayev qui remporte le concours en établissant un nouveau record personnel à 17,29 m.
Aux championnats du monde de Doha le 27 septembre, il est éliminé dès les qualifications du triple saut après avoir sauté à 16,80 m, ce qui n'est pas suffisant pour atteindre la finale.

## Palmarès
| Date | Compétition                        | Lieu                               | Résultat | Épreuve     | Marque  |
| ---- | ---------------------------------- | ---------------------------------- | -------- | ----------- | ------- |
| 2002 | Championnats du monde juniors      | Kingston                           | 6e       | Triple saut | 15,87 m |
| 2003 | Championnats d'Europe juniors      | Tampere                            | 1er      | Longueur    | 7,83 m  |
| 2003 | Championnats d'Europe juniors      | Tampere                            | 1er      | Triple saut | 16,43 m |
| 2006 | Championnats du monde en salle     | Moscou                             | 6e       | Triple saut | 17,14 m |
| 2006 | Championnats d'Europe              | Göteborg                           | 4e       | Triple saut | 17,07 m |
| 2007 | Championnats du monde              | Osaka                              | 1er      | Triple saut | 17,74 m |
| 2007 | Finale mondiale                    | Stuttgart                          | 3e       | Triple saut | 17,30 m |
| 2008 | Championnats du monde en salle     | Valence                            | 3e       | Triple saut | 17,27 m |
| 2008 | Jeux olympiques                    | Pékin                              | 1er      | Triple saut | 17,67 m |
| 2008 | Finale mondiale                    | Stuttgart                          | 1er      | Triple saut | 17,24 m |
| 2009 | Championnats d'Europe par équipes  | Leiria                             | 2e       | Longueur    | 7,94 m  |
| 2009 | Championnats d'Europe par équipes  | Leiria                             | 1er      | Triple saut | 17,59 m |
| 2009 | Universiade                        | Belgrade                           | 1er      | Triple saut | 17,22 m |
| 2009 | Championnats du monde              | Berlin                             | 2e       | Triple saut | 17,55 m |
| 2011 | Universiade                        | Shenzhen                           | 1er      | Triple saut | 17,31 m |
| 2011 | Championnats du monde              | Daegu                              | 5e       | Triple saut | 17,35 m |
| 2014 | Championnats d'Europe              | Zurich                             | 5e       | Triple saut | 16,78 m |
| 2015 | Championnats d'Europe en salle     | Prague                             | 1er      | Triple saut | 17,21 m |
| 2015 | Coupe d'Europe des clubs           | Mersin                             | 1er      | Triple saut | 16,96 m |
| 2015 | Championnats d'Europe par équipes  | Heraklion                          | 1er      | Triple saut | 16,34 m |
| 2015 | Championnats du monde              | Pékin                              | 3e       | Triple saut | 17,52 m |
| 2016 | Championnats du monde en salle     | Portland                           | 4e       | Triple saut | 16,89 m |
| 2016 | Jeux olympiques                    | Rio de Janeiro                     | 6e       | Triple saut | 17,03 m |
| 2017 | Championnats d'Europe en salle     | Belgrade                           | 1er      | Triple saut | 17,20 m |
| 2017 | Championnats du monde              | Londres                            | 3e       | Triple saut | 17,19 m |
| 2018 | Circuit mondial en salle de l'IAAF | Circuit mondial en salle de l'IAAF | 1er      | Triple saut | détails |
| 2018 | Championnats du monde en salle     | Birmingham                         | 3e       | Triple saut | 17,40 m |
| 2018 | Championnats d'Europe              | Berlin                             | 1er      | Triple saut | 17,10 m |
| 2018 | Ligue de diamant                   | Ligue de diamant                   | 8e       | Triple saut | 15,86 m |
| 2018 | Coupe continentale                 | Ostrava                            | 5e       | Triple saut | 16,58 m |
| 2019 | Championnats d'Europe en salle     | Glasgow                            | 2e       | Triple saut | 17,11 m |
| 2019 | Ligue de diamant                   | Ligue de diamant                   | 6e       | Triple saut | 16,54 m |

## Records
| Épreuve          | Épreuve   | Marque       | Lieu       | Date            |
| ---------------- | --------- | ------------ | ---------- | --------------- |
| Saut en hauteur  | En salle  | 2,07 m       | Espinho    | 5 février 2005  |
| Saut en longueur | Plein air | 8,10 m       | Milan      | 23 juin 2007    |
| Saut en longueur | En salle  | 8,10 m       | Espinho    | 11 février 2006 |
| Triple saut      | Plein air | 17,74 m      | Osaka      | 27 août 2007    |
| Triple saut      | En salle  | 17,40 m (NR) | Birmingham | 3 mars 2018     |